# Eublemma albifascia
Eublemma albifascia là một loài bướm đêm trong họ Erebidae.